# ما نوجوان هستیم
ما نوجوان هستیم (به هندی: Hum Naujawan) فیلمی هندی محصول سال ۱۹۸۵ و به کارگردانی دو آناند است. در این فیلم بازیگرانی همچون دو آناند، ریچا شارما، تابو، انوپم کهیر و زارینا وهاب ایفای نقش کرده‌اند.